# Mtii
Mtii ist ein Verwaltungsbezirk (Ward) des Distrikts Same in der tansanischen Region Kilimandscharo.

## Geografie
Mtii liegt im Nordosten von Tansania, im Osten des Südlichen Pare-Gebirges. Von der Ebene, die östlich des Bezirks in etwa 600 Meter Seehöhe liegt, steigt das Land steil auf 1300 Meter an. Hier befindet sich ein dicht besiedeltes Gebiet, bevor das Land im Westen weiter bewaldet ansteigt.
Der Bezirk grenzt im Norden an Bombo, im Osten an Maore, im Süden an Lugulu und im Westen an Mpinji und Chome. Bei der Volkszählung 2022 lebten 5051 Menschen in 1306 Haushalten auf einer Fläche von 20,2 Quadratkilometern.

## Gliederung
Der Bezirk besteht aus drei Gemeinden (Mtaa) mit zehn Orten (Kitongoji):
| Myombo - Mshiwi - Menje - Ngwero - Duma | Mtii - Mhande - Myonge - Mgongo | Mafingiro - Mgwangwaje - Mafingiro - Riane |

## Wirtschaft und Infrastruktur
- Bildung: Die Mtii Secondary School ist eine staatliche weiterführende Schule, die Mädchen und Burschen bis zur 4. Stufe ausbildet.[8]
- Gesundheit: Das 2020 eröffnete staatliche Gesundheitszentrum in Mtii behandelt Patienten nur ambulant.[9] Daneben gibt es in dieser Gemeinde seit 1988 eine Apotheke.[10]

## Sonstiges
Die evangelisch-lutherische Kirche in Mtii wurde in der Zeit zwischen 1912 und 1938 eingeweiht.